# Channa barca
Channa barca es una especie de pez del género Channa, familia Channidae. Fue descrita científicamente por Hamilton en 1822.
Se distribuye por Asia: India y Bangladés. La longitud total (TL) es de 105 centímetros. Habita en grandes ríos.
Está clasificada como una especie marina inofensiva para el ser humano.